# Liste der Monuments historiques in Biesles
Die Liste der Monuments historiques in Biesles führt die Monuments historiques in der französischen Gemeinde Biesles auf.

## Liste der Objekte
| Bezeichnung                           | Beschreibung | Standort                                  | Kennzeichnung | Schutzstatus | Datum | Bild |
| ------------------------------------- | --- | ----------------------------------------- | ------------- | ------------ | ----- | ---- |
| Skulpturengruppe Unterweisung Mariens | Lindenholz, farbig gefasst und vergoldet, Ende des 18. Jahrhunderts                                                                                             | in der Kirche St-Pierre-et-St-Paul (Lage) | PM52000101    | Classé       | 1979  |      |
| Hauptaltar                            | Altarstufen, Altartisch, Tabernakel, Baldachin und zwei Skulpturen; Holz, vergoldet, Mitte des 18. Jahrhunderts, aus der Werkstatt von Jean-Baptiste Bouchardon | in der Kirche St-Pierre-et-St-Paul (Lage) | PM52000100    | Classé       | 1979  |      |
| Skulptur Heiliger Eligius             | Lindenholz, farbig gefasst und vergoldet, Ende des 18. Jahrhunderts                                                                                             | in der Kirche St-Pierre-et-St-Paul (Lage) | PM52000103    | Classé       | 1979  |      |
| Skulptur Heiliger Rochus              | Lindenholz, farbig gefasst und vergoldet, Ende des 18. Jahrhunderts                                                                                             | in der Kirche St-Pierre-et-St-Paul (Lage) | PM52000104    | Classé       | 1979  |      |
| Skulptur Heilige Katharina (?)        | Lindenholz, farbig gefasst und vergoldet, Ende des 18. Jahrhunderts                                                                                             | in der Kirche St-Pierre-et-St-Paul (Lage) | PM52000102    | Classé       | 1979  |      |
| Triumphbogen und -kreuz               | Metall, vergoldet, nicht datiert | in der Kirche St-Pierre-et-St-Paul (Lage) | PM52001924    | Inscrit      | 2007  |      |